# Irony of Negro Policeman
Irony of Negro Policeman est un tableau réalisé par le peintre américain Jean-Michel Basquiat en 1981. Exécuté à l'acrylique et au bâton d'huile sur bois, il représente un policier noir debout à côté d'inscriptions, parmi lesquelles celle qui a donné son titre à l'œuvre souligne l'ironie qu'il y a pour un Afro-Américain à servir au sein de la police, l'institution étant suspectée de discrimination raciale systémique aux États-Unis. Vendue pour 12,6 millions de dollars lors d'enchères chez Phillips en 2012, la peinture fait partie d'une collection privée.
Cette peinture dénonce la ségrégation raciale a l'époque des Etats Unis avec de l'humour.  